# Ixora farinosa
Ixora farinosa är en måreväxtart som beskrevs av Cornelis Eliza Bertus Bremekamp. Ixora farinosa ingår i släktet Ixora och familjen måreväxter. Inga underarter finns listade i Catalogue of Life.